# Pänchen lama-controverse
De pänchen lama-controverse is een controverse binnen in het Tibetaans boeddhisme en heeft betrekking op de erkenning van twee reïncarnaties in de elfde pänchen lama. Een pänchen lama is een tulku, ofwel een lama, die uit mededogen is gereïncarneerd om gelovigen te leiden op het pad naar verlichting.
Er zijn twee kinderen aangewezen als elfde pänchen lama:
- Gendün Chökyi Nyima (Tibetaanse kandidaat, 25 april 1989)
- Gyancain Norbu (Chinese kandidaat, 13 februari 1990)

## Lot Tibetaanse kanditaat
De Tibetaanse kandidaat, Gendün Chökyi Nyima verdween spoorloos op 17 mei 1995, op zesjarige leeftijd. Er wordt sindsdien wereldwijd actie gevoerd voor zijn vrijlating. Gendün Chökyi Nyima wordt ook wel gezien als een van de jongste politieke gevangenen ter wereld.
In 1995 werd hij door de veertiende dalai lama Tenzin Gyatso erkend als reïncarnatie van de tiende pänchen lama, Lobsang Trinley Chökyi Gyaltsen. Drie dagen na zijn erkenning hebben de Chinese autoriteiten het kind onder huisarrest gesteld. Sindsdien is er niets meer van hem en zijn ouders vernomen. Volgens de Chinese regering zit hij gewoon op school.

## Verschillen in mening
Volgens de dalai lama heeft hij de autoriteit de nieuwe pänchen lama te selecteren uit de Tibetaans boeddhistische traditie sinds de vijfde dalai lama, Ngawang Lobsang Gyatso.
Volgens de Chinese autoriteiten hebben zij de autoriteit een nieuwe kandidaat te selecteren als opvolger van respectievelijk het Chinees Keizerrijk en daarna Kwomintang-China, waarbij Qing-keizer Qianlong in 1793 afkondigde dat hoge reïncarnaties gekozen moesten worden via de loterijprocedure van de Gouden urn.